# Port Praski (Immobilienprojekt)

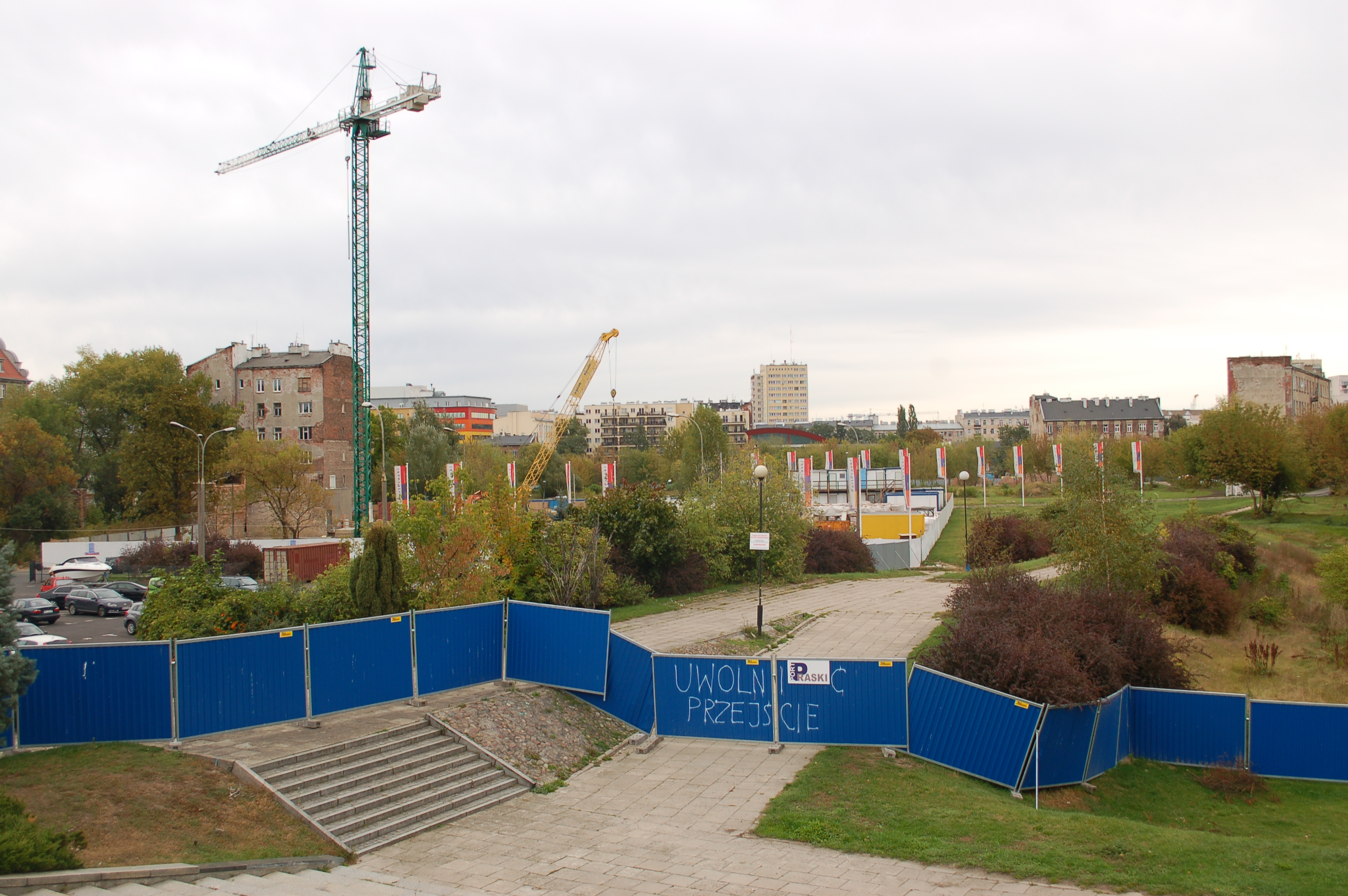
Erste Bauarbeiten, September 2012

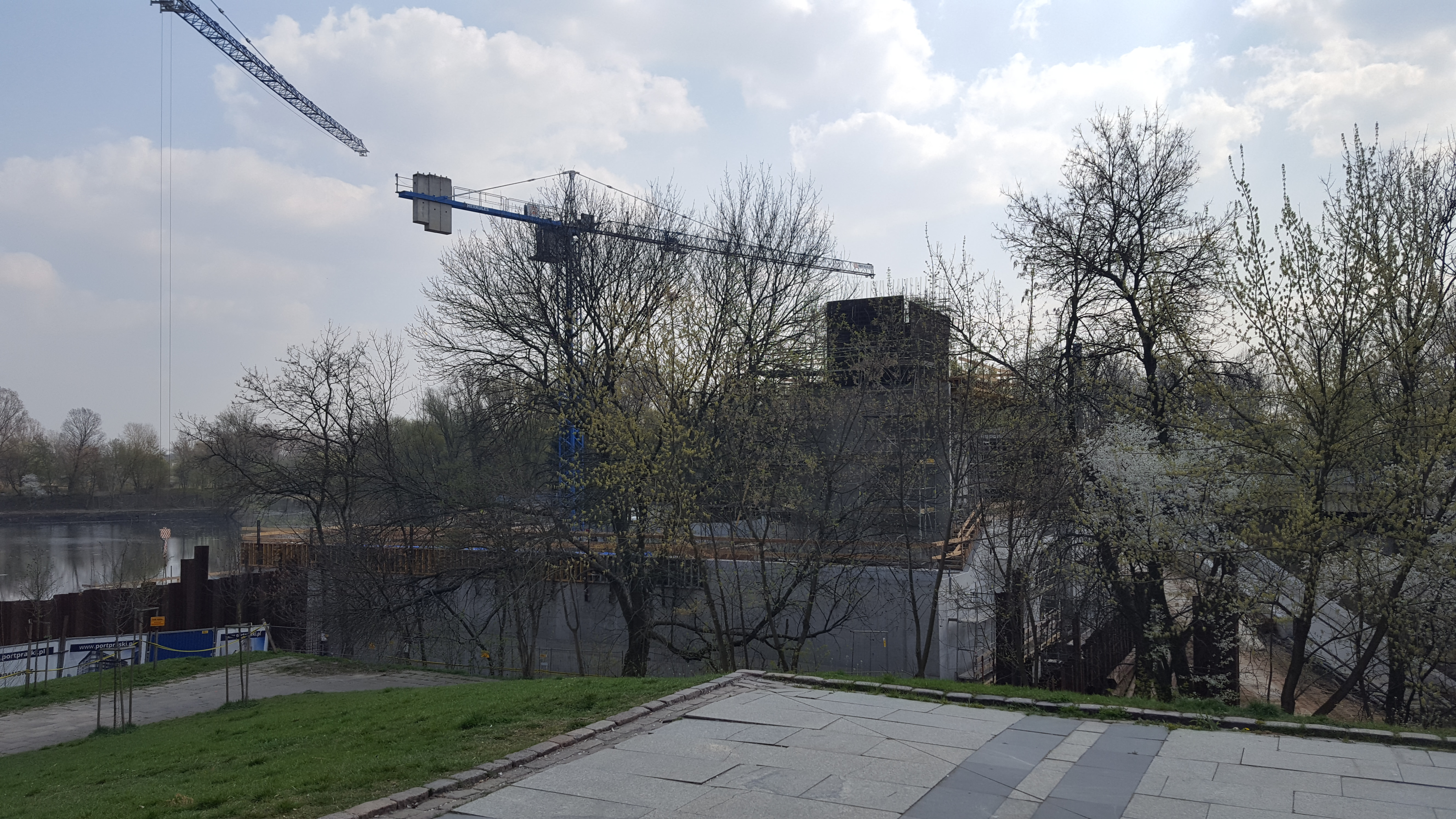
Bau der Hafenschleuse, April 2019

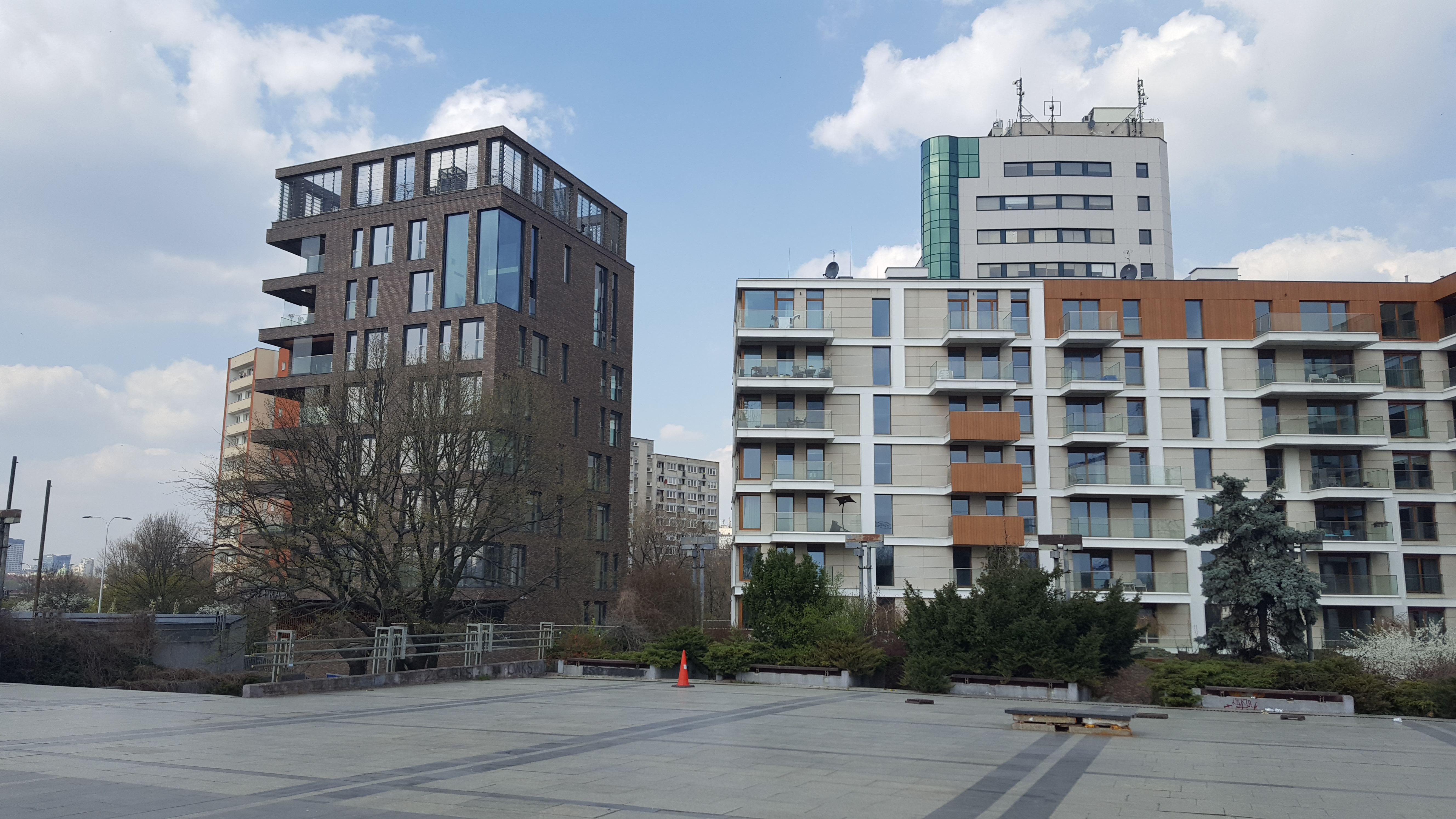
Fertige Apartmentgebäude (links: „Latarnia“) entlang der Ulica Stefana Okrzei, April 2019

Unter dem Namen Port Praski wird seit dem Jahr 2012 im Warschauer Distrikt Praga-Północ auf dem Gebiet des ehemaligen Hafens in Praga (polnisch: Port Praski) sowie auf angrenzenden Grundstücken eines der größten Warschauer Immobilienprojekte realisiert. Das rund 38 Hektar große Neubaugebiet soll Standort eines Büroviertels, zweier Wohn- und Gewerbequartiere sowie eines Wissensparks werden.

## Geschichte
Im Jahr 1980 wurde die Hafennutzung eingestellt. In den 1990er Jahren erhielt die Elekrim-Holding das brachliegende Hafengelände als Gegenleistung für die Finanzierung des Baus der nahegelegenen Warschauer Świętokrzyski-Brücke. Im Jahr 2003 wurde der polnische Milliardär Zygmunt Solorz-Żak durch Übernahme entsprechender Aktienpakete von der BRE-Bank und des Unternehmens Multico (indirekt) zum 30-%-Gesellschafter der Elektrim. In den Folgejahren konnte Solorz seine Beteiligung an der mittlerweile (seit 2007) im Insolvenzverfahren stehenden Elektrim auf knapp 80 % (2018) erhöhen. Diese Anteile werden von der auf Zypern registrierten Bithell Holdings Limited gehalten. Im Januar 2008 wurde der Aktienhandel von Elektrim an der Warschauer Börse ausgesetzt. Zur Bebauung der ehemaligen Hafenanlage wurde die Entwicklungsgesellschaft Port Praski gegründet, an der Elektrim beteiligt ist.
2011 entwarf das Architekturbüro JEMS Architekci einen Masterplan für die Entwicklung von Port Praski. Das Studio APA Wojciechowski war an Detailentwürfen beteiligt. Als Vorbild diente die Hamburger HafenCity. Basierend auf dieser Planung entstanden ab dem Jahr 2012 in der ersten Bauphase einige sieben- bis achtgeschossige Wohngebäude außerhalb des eigentlichen Hafens. So wurden 2012 in der Ulica Krowia, 2014 an der Ecke Ulica Okrzei und Ulica Sierakowskiego und später an der Ulica Okrzei gegenüber dem Kościuszko-Denkmal solche Wohnblocks errichtet.
2016 wurde dann auch die Baugenehmigung für die Bebauung des Hafengeländes erteilt. 2017 begannen die Bauarbeiten an einer Schleuse, die zunächst zu errichten ist, und die zukünftig nicht nur den Wasserstand im Hafenbecken regulieren, sondern bei Hochwasser der Weichsel Sicherungsfunktionen übernehmen soll.

## Bauplanung
Die Anlage Port Praski wird vier Bereiche umfassen: zwei Wohngebiete (im Norden des Hafens sowie auf den Kaianlagen), ein Bürozentrum im Süden und einen Wissens- und Medienpark in Weichselnähe. Dabei sollen 190.000 Quadratmeter Bürofläche, 90.000 Quadratmeter gewerbliche Nutzung (darunter ein Hotel und mehrere Restaurants) sowie 160.000 Quadratmeter Wohnfläche entstehen. Die im Bürokomplex zu errichtenden Hochhäuser sollen bis zu 160 Meter Dachhöhe erreichen. Die Bebauung soll bis zum Jahr 2022[veraltet] abgeschlossen sein. Das Gebiet wird von den Straßen Wybrzeże Szczecińskie, Ulica Zamoyskiego und Ulica Sokola umgeben. Das Bürozentrum ist an die Metrostation C14 (Stadion) angeschlossen.